# Punganuru (ciutat)
Punganuru o Punganur és una ciutat i municipi del districte de Chittoor a Andhra Pradesh a 13° 22′ 00″ N, 78° 35′ 00″ E / 13.3667°N,78.5833°E. Consta al cens del 2001 amb 44.320 habitants (1901: 6.353 habitants). Prop de la ciutat hi ha el temple de Boyakonda Gangamma. És una ciutat comercial amb petites indústries. La fortalesa amb el palau del zamindar està avui dia en ruïnes però abans una part estava destinada a viatgers europeus i hi havia fins i tot un interessant museu. La família del zamindari són gent senzilla i molt populars i es dediquen al negoci dels tamarits; molts arbres d'aquestos creixen per la rodalia de la ciutat. A la rodalia hi ha també les ruïnes d'una capella cristiana del 1780.